# Paul Jaschke
Paul Jaschke (* 18. April 1966 in Bramsche; † 26. Februar 2019 in Bad Oeynhausen) war ein deutscher Fußballspieler.

## Karriere
Paul Jaschke entstammte der Nachwuchsabteilung des VfL Osnabrück, der in den 1980er Jahren über viele talentierte Spieler verfügte, die auch den Sprung in den Profikader schafften. So wurde Jaschke bereits als 17-Jähriger, und damit noch A-Jugendlicher, vom damaligen Trainer Carl-Heinz Rühl für die Saison 1983/84 nominiert. Im ersten Jahr absolvierte der Angreifer 28 Spiele und konnte dabei zwei Tore erzielen. Jedoch stiegen die Osnabrücker mit ihrer verjüngten Mannschaft in die damalige Oberliga Nord ab. In der darauffolgenden Saison 1984/85 schaffte der VfL mit Jaschke, nun als Stammspieler, den sofortigen Wiederaufstieg in die 2. Bundesliga. 1986 wechselte Jaschke zum Ligakonkurrenten Arminia Bielefeld. Dort kam er nicht zurecht, brachte es auf lediglich sechs Ligaeinsätze und kehrte nach nur einer Saison zurück nach Osnabrück. Er blieb dort bis 1991. Die letzten beiden Jahre wurde er zum Abwehrspieler umfunktioniert. Nach der Saison 1990/91 ging Jaschke in den Amateurbereich. Mit Preußen Münster gewann er unter anderem an der Seite der vormaligen Bundesligaprofis Uwe Tschiskale und Uwe Leifeld 1994 die Deutsche Amateurmeisterschaft.
Insgesamt brachte er es auf 167 Zweitligaspiele, in denen er sieben Tore erzielte.
Zuletzt lebte Paul Jaschke in Rieste und hinterlässt zwei Kinder.